# Un homme une aventure
« Un Uomo un’Avventura » est une collection de trente bandes dessinées d'aventure publiée par la maison d'édition italienne Daim Press / CEPIM entre novembre 1976 et novembre 1980. La plupart des grands auteurs réalistes italiens de l'époque y ont contribué, de Sergio Toppi à Hugo Pratt en passant par Dino Battaglia, Bonvi ou Guido Crepax, généralement avec des histoires inédites (hormis Pratt). Cette collection a valu dès novembre 1976 à Daim Press de recevoir le prix Yellow-Kid du meilleur éditeur italien, principale récompense italienne du genre.
Vingt-cinq de ces bandes dessinées ont été traduites en français, dont dix-sept par Dargaud dans les collections « Un homme une aventure » (1978-1979) et « Pilote » (1978-1982). Mon journal en a traduit quatre autres en 1983-1984 dans sa collection « Des exploits et des hommes » puis Christian Chalmin en 1986 dans sa collection « Un homme - Une aventure ». Cinq restent inédites.

## Liste
| no | Titre (titre original)                                     | Texte               | Dessin                 | Date it.       | Date fr.      | 1re éd. en français                                  |
| -- | ---------------------------------------------------------- | ------------------- | ---------------------- | -------------- | ------------- | ---------------------------------------------------- |
| 1  | L'Homme du Nil (it) (L'uomo del Nilo)                      | Decio Canzio (it)   | Sergio Toppi           | novembre 1976  | octobre 1978  | Dargaud, coll. « Un homme une aventure »             |
| 2  | L'Homme du Zoulouland (it) (L'uomo dello Zululand)         | Gino D'Antonio      | Gino D'Antonio         | décembre 1976  | janvier 1979  | Dargaud, coll. « Un homme une aventure »             |
| 3  | L'Homme de la légion (L'uomo della Legione)                | Dino Battaglia      | Dino Battaglia         | janvier 1977   | octobre 1978  | Dargaud, coll. « Un homme une aventure »             |
| 4  | Sven, l'homme des Caraïbes (L'uomo dei Caraibi)            | Hugo Pratt          | Hugo Pratt             | février 1977   | octobre 1976  | Éd. du Kangourou                                     |
| 5  | L'Homme du désert (L'uomo del Deserto)                     | Gino D'Antonio      | Ferdinando Tacconi     | mars 1977      | juillet 1979  | Dargaud, coll. « Un homme une aventure »             |
| 6  | L'Homme du Klondike (it) (L'uomo del Klondike)             | Alarico Gattia (it) | Alarico Gattia (it)    | avril 1977     | novembre 1983 | Mon journal, coll. « Des exploits et des hommes »    |
| 7  | L'Homme du Mexique (L'uomo del Messico)                    | Decio Canzio        | Sergio Toppi           | mai 1977       | avril 1979    | Dargaud, coll. « Un homme une aventure »             |
| 8  | L'Homme de Pékin (it) (L'uomo di Pechino)                  | Gino D'Antonio      | Renato Polese          | juin 1977      | février 1986  | Christian Chalmin, coll. « Un homme - Une aventure » |
| 9  | L'Homme du Texas (L'uomo del Texas)                        | Guido Nolitta       | Aurelio Galleppini     | septembre 1977 | octobre 1983  | Mon journal, coll. « Des exploits et des hommes »    |
| 10 | L'Homme des pyramides (L'uomo delle Piramidi)              | Enric Sió           | Enric Sió              | octobre 1977   | avril 1979    | Dargaud, coll. « Un homme une aventure »             |
| 11 | Le Point de non retour (L'uomo di Pskov)                   | Guido Crepax        | Guido Crepax           | novembre 1977  | mars 1982     | Dargaud, coll. « Pilote » no 50                      |
| 12 | L'Homme de Chicago (L'uomo di Chicago)                     | Alfredo Castelli    | Giancarlo Alessandrini | décembre 1977  | janvier 1979  | Dargaud, coll. « Un homme une aventure »             |
| 13 | L'uomo di Tsushima                                         | Bonvi               | Bonvi                  | janvier 1978   |               |                                                      |
| 14 | La Macumba du gringo (L'uomo del Sertao)                   | Hugo Pratt          | Hugo Pratt             | mars 1978      | janvier 1978  | Dargaud, coll. « Pilote » no 5                       |
| 15 | L'uomo del Sud                                             | Alarico Gattia      | Alarico Gattia         | avril 1978     |               |                                                      |
| 16 | L'Homme d'Iwo Jima (L'uomo di Iwo Jima)                    | Gino D'Antonio      | Gino D'Antonio         | juin 1978      | avril 1986    | Christian Chalmin, coll. « Un homme - Une aventure » |
| 17 | L'Homme des marais (L'uomo delle Paludi)                   | Sergio Toppi        | Sergio Toppi           | septembre 1978 | octobre 1979  | Dargaud, coll. « Un homme une aventure »             |
| 18 | L'Homme du Tanganyika (L'uomo del Tanganyka)               | Attilio Micheluzzi  | Attilio Micheluzzi     | octobre 1978   | octobre 1984  | Mon journal, coll. « Des exploits et des hommes »    |
| 19 | L'Homme des neiges (it) (L'uomo delle nevi)                | Alfredo Castelli    | Milo Manara            | novembre 1978  | avril 1979    | Dargaud, coll. « Un homme une aventure »             |
| 20 | À l'ouest de l'Eden (L'uomo della Somalia)                 | Hugo Pratt          | Hugo Pratt             | février 1979   | janvier 1979  | Dargaud, coll. « Pilote » no 15                      |
| 21 | L'Homme de Harlem (L'uomo di Harlem)                       | Guido Crepax        | Guido Crepax           | avril 1979     | avril 1979    | Dargaud, coll. « Un homme une aventure »             |
| 22 | L'Homme de la Nouvelle-Angleterre (L'uomo del New England) | Dino Battaglia      | Dino Battaglia         | juin 1979      | janvier 1984  | Mon journal, coll. « Des exploits et des hommes »    |
| 23 | L'Homme du Bengale (L'uomo del Bengala)                    | Gino D'Antonio      | Guido Buzzelli         | septembre 1979 | octobre 1979  | Dargaud, coll. « Un homme une aventure »             |
| 24 | L'uomo di Canudos                                          | Jô Oliveira (pt)    | Jô Oliveira (pt)       | octobre 1979   |               |                                                      |
| 25 | L'Homme de Cuba (L'uomo di Cuba)                           | Fernando Fernández  | Fernando Fernández     | novembre 1979  | mars 1986     | Christian Chalmin, coll. « Un homme - Une aventure » |
| 26 | L'Homme du Khyber (L'uomo del Khyber)                      | Attilio Micheluzzi  | Attilio Micheluzzi     | février 1980   | février 1986  | Christian Chalmin, coll. « Un homme - Une aventure » |
| 27 | L'uomo delle Filippine                                     | Giancarlo Berardi   | Ivo Milazzo            | avril 1980     |               |                                                      |
| 28 | Jésuite Joe (it) (L'uomo del grande Nord)                  | Hugo Pratt          | Hugo Pratt             | juin 1980      | octobre 1980  | Dargaud, coll. « Pilote » no 34                      |
| 29 | L'uomo del Giappone                                        | Robert Gigi         | Robert Gigi            | octobre 1980   | octobre 1980  | Dargaud, coll. « Pilote » no 33                      |
| 30 | L'uomo di Rangoon                                          | Gino D'Antonio      | Ferdinando Tacconi     | novembre 1980  |               |                                                      |

### Documentation
- Philippe Ilien, « Un uomo un'avventura », Schtroumpfanzine, no 21,‎ juillet 1978, p. 22-23.